# Thermal Equilibrium of the Atmosphere with a Given Distribution of Relative Humidity
Vous lisez un « bon article » labellisé en 2024.
« Thermal Equilibrium of the Atmosphere with a Given Distribution of Relative Humidity » (traduction libre : « Équilibre thermique de l'atmosphère avec une distribution donnée de l'humidité relative ») est un article scientifique publié par Syukuro Manabe et Richard Wetherald en 1967 dans la revue Journal of the Atmospheric Sciences et consacré à la modélisation du climat. Il est considéré comme l'un des articles les plus influents de l'histoire de la recherche sur le changement climatique. Le modèle climatique qu'il décrit est le premier à tenir compte des principaux mécanismes physiques qui déterminent l'influence du dioxyde de carbone (CO2) sur la température moyenne terrestre par le biais de l'effet de serre.
L'article détaille la construction et les résultats d'un modèle radiatif-convectif qui, pour la première fois, comprend à la fois une modélisation précise de la spectroscopie infrarouge du CO2, de l'ozone (O3) et de la vapeur d'eau — trois gaz à effet de serre —, une modélisation de la convection atmosphérique et l'hypothèse d'une humidité relative fixe. Il permet ainsi d'étudier de manière inédite la rétroaction positive de la vapeur d'eau.
Le modèle, auquel est soumise l'hypothèse du doublement de la concentration atmosphérique du CO2, aboutit à une estimation de hausse de la température de surface de la Terre — notion nommée plus tard sensibilité climatique à l'équilibre — de 2,4 °C. Les progrès ultérieurs dans les observations et la modélisation du climat ont permis de confirmer la pertinence de l'estimation de la sensibilité climatique par le modèle de Syukuro Manabe et Richard Wetherald, qui reste cohérente avec les estimations les plus récentes (par exemple celles du sixième rapport d'évaluation du GIEC).

## Contexte historique et scientifique

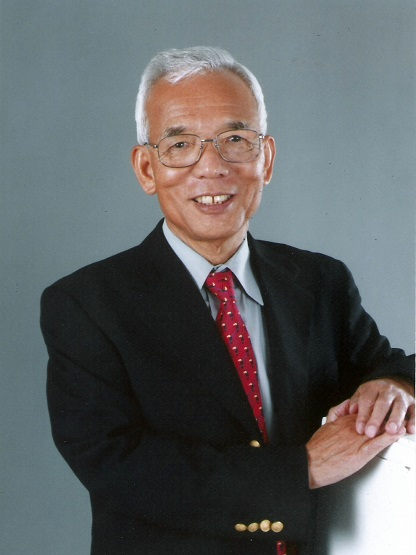
Le climatologue nippon et américain Syukuro Manabe.

La publication de l'article « Thermal Equilibrium of the Atmosphere with a Given Distribution of Relative Humidity » s'inscrit dans une période, les années 1960, marquée par les débuts de la modélisation numérique du climat, par des avancées dans la compréhension des mécanismes physiques relatifs à l'effet de serre et aux effets des émissions anthropiques de dioxyde de carbone (CO2), notamment un possible réchauffement climatique.
Les deux auteurs de l'article, Syukuro Manabe et Richard Wetherald, travaillent au Geophysical Fluid Dynamics Laboratory (GFDL), un laboratoire de recherche de l'US Weather Bureau,. Manabe y a été recruté en 1959 par son directeur, Joseph Smagorinsky, afin d'élaborer un module de transfert radiatif atmosphérique pour le modèle de circulation générale (GCM) que Smagorinsky et son équipe cherchent à développer — et dont une première version est publiée en 1965,,,.
En 1963, à l'aide des données précises sur l'absorption des infrarouges par la vapeur d'eau et le CO2 publiées par Gilbert Plass quelques années auparavant, le météorologue allemand Fritz Möller (avec lequel Manabe avait travaillé quelques années plus tôt) a élaboré un modèle climatique unidimensionnel. Celui-ci aboutit à des résultats erratiques, qui vont d'un refroidissement à un réchauffement massif, selon la paramétrisation de l'effet du réchauffement sur la couverture nuageuse et sur la quantité de vapeur d'eau atmosphérique. Lorsque l'atmosphère se réchauffe, elle peut en effet contenir davantage de vapeur d'eau, or celle-ci est elle-même un gaz à effet de serre, si bien que le réchauffement s'amplifie : c'est la rétroaction positive de la vapeur d'eau. Estimant le résultat conduisant à un réchauffement massif irréaliste, Möller a souligné qu'une augmentation de 1 % de la couverture nuageuse (provoquée par la hausse de la quantité de vapeur d'eau due au réchauffement) pourrait à elle seule compenser le réchauffement provoqué par une hausse de 10 % de la concentration en CO2, ce qui l'a conduit à questionner la validité de la théorie d'un réchauffement provoqué par le CO2 d'origine anthropique,,,.
Cependant, les travaux de Möller portent uniquement sur les échanges radiatifs (absorption des rayonnements infrarouges réémis par la Terre), ils ignorent certains échanges thermiques entre le sol et l'atmosphère et au sein de cette dernière, dont la convection atmosphérique. Le modèle de Manabe et Wetherald, lui, en tient compte,,,.

## Contenu de l'article

### Construction du modèle
Syukuro Manabe et Richard Wetherald prennent en compte les échanges de chaleur latente de vaporisation (énergie thermique absorbée par l'eau lorsqu'elle s'évapore), de chaleur latente de condensation (inversement, énergie thermique libérée par l'eau lorsqu'elle se condense) et de chaleur sensible entre le sol et l'atmosphère, ainsi que la convection atmosphérique. Ils ne cherchent cependant pas à intégrer ces processus physiques directement dans le modèle de circulation générale (GCM) en développement au sein du GFDL, car les ordinateurs de l'époque manquent de puissance. Leur choix se porte sur un modèle radiatif-convectif à une dimension, verticale — le modèle établit en l'occurrence les températures pour 9 ou 18 couches atmosphériques —, sans considération pour les échanges d'énergie horizontaux, modèle qui suffit pour déterminer l'effet d'un forçage radiatif sur la température de surface et de l'atmosphère,. C'est la première fois qu'un modèle radiatif-convectif est utilisé pour analyser l'effet du CO2 sur le climat,.
Les deux auteurs paramétrisent donc dans leur modèle un ajustement convectif (convective adjustment en anglais), déjà élaboré dans un précédent article de Syukuro Manabe et Robert F. Strickler, publié en 1964,,, : afin de simuler l'effet de la convection, il contraint le gradient thermique atmosphérique de sorte que les couches atmosphériques dont le gradient s'éloigne de la valeur critique de 6,5 K/km (correspondant à une atmosphère neutre) s'y ajustent automatiquement,.
En outre, Manabe et Wetherald supposent dans leur modèle que l'humidité relative atmosphérique est fixe, alors que les modèles précédents (dont Manabe et Strickler 1964) considéraient généralement une humidité absolue fixe : les deux auteurs se fondent sur l'observation des faibles variations saisonnières de l'humidité relative pour formuler l'hypothèse que celle-ci reste stable en cas de variation des températures,,.
Les auteurs simulent également l'effet des nuages, modélisés à trois altitudes.
Concernant la modélisation des transferts radiatifs, sont pris en compte ceux du CO2, de l'O3 et de la vapeur d'eau ; les deux chercheurs s'appuient sur les progrès de la spectroscopie infrarouge et en particulier sur les travaux de Manabe et Möller publiés en 1961, qui ont permis de définir précisément l'absorption des infrarouges par la vapeur d'eau,.

### Résultats

Diagramme des facteurs qui déterminent la sensibilité du climat. L'augmentation des niveaux de entraîne un réchauffement initial, qui est augmenté par plusieurs rétroactions positives parmi lesquelles la rétroaction positive de la vapeur d'eau, mise en évidence par Syukuro Manabe et Richard Wetherald.

Le modèle produit un profil des températures atmosphériques conforme au profil moyen observé dans la réalité.
Les auteurs testent en outre leur modèle en doublant la concentration de CO2, de 150 à 300 ppm et de 300 à 600 ppm. Le modèle fournit comme sensibilité climatique à l'équilibre (ECS) une hausse de la température moyenne de surface de 2,36 °C. Cette valeur, obtenue avec la contrainte d'une humidité relative fixe dans l'atmosphère (cf. supra), est près de deux fois plus élevée que la valeur obtenue avec une humidité absolue fixe, qui est de 1,3 °C, ce qui témoigne de l'importance de la rétroaction positive de la vapeur d'eau,,. Une version améliorée du modèle, comprenant des corrections de la modélisation des échanges radiatifs, dont le résultat est publié par Syukuro Manabe en 1971, ramène la valeur de l'ECS à 1,95 °C,.
Toujours dans le cas du doublement de la concentration de CO2, le modèle indique que si l'atmosphère basse (la troposphère) se réchauffe, il en va autrement pour la stratosphère, dont la température baisse, sous l'effet de l'accroissement du rayonnement infrarouge émis vers l'espace par le CO2 stratosphérique,,.
Le modèle indique également que les nuages bas ont un effet majoritairement refroidissant, tandis que ceux situés à plus haute altitude ont un effet majoritairement réchauffant,.

## Analyse et postérité
La valeur de la sensibilité climatique à l'équilibre (ECS) produite par le modèle (soit un réchauffement de 2,4 °C lors d'un doublement de la concentration du CO2) est conforme aux estimations ultérieures, issues notamment de modélisations plus poussées ; elle est située dans la fourchette probable estimée par les cinquième et sixième rapports d'évaluation du GIEC (2,5 °C à 4 °C pour ce dernier),.
Les auteurs du modèle n'insistent pas sur ce point, mais un aspect tout à fait nouveau réside dans la prédiction de leur modèle : lors de la hausse de la concentration en CO2, le réchauffement de la surface et de la troposphère s'accompagne du refroidissement de la stratosphère. Cet effet sera reproduit par les autres modèles climatiques dans les décennies qui suivront, puis sera vérifié à l'aide d'observations (issues de mesures satellitaires). Cette variation différenciée de la température selon la couche atmosphérique est l'un des marqueurs du réchauffement climatique dû aux émissions de gaz à effet de serre ; en effet, dans l'hypothèse d'un réchauffement qui serait dû à la hausse du rayonnement solaire, troposphère et stratosphère verraient toutes deux leur température augmenter,,,,,.
L'article met en outre en lumière un aspect essentiel pour estimer la sensibilité climatique : dans la mesure où températures de surface et températures troposphériques sont fortement couplées (à travers la convection et la vapeur d'eau), ce n'est pas l'équilibre du bilan énergétique à la surface qui doit être considéré, mais l'équilibre du bilan au sommet de l'atmosphère (en anglais, top of atmosphere, TOA),,.
L'article de Syukuro Manabe et Richard Wetherald est souvent considéré comme celui ayant eu la plus grande influence dans l'histoire de la recherche sur le changement climatique,, : il est le premier à modéliser de manière assez réaliste le climat terrestre, du fait qu'il tient compte des principaux processus physiques à l'œuvre,,. En particulier, le modèle des deux chercheurs est le premier à simultanément modéliser le couplage sol-atmosphère par la prise en compte de la convection (en plus des échanges radiatifs) ; modéliser les transferts radiatifs du CO2, de l'O3 et de la vapeur d'eau avec une spectroscopie infrarouge précise ; et faire l'hypothèse que l'humidité relative atmosphérique reste fixe lors d'une variation de la température,,.
Les travaux ultérieurs du GFDL, emmené par Syukuro Manabe, porteront sur le modèle de circulation générale (GCM) sur lequel le GFDL travaillait déjà auparavant. Il modélise également les échanges de vapeur d'eau entre nuages et océans, ainsi que la couverture neigeuse ; pour la modélisation des échanges radiatifs, il s'appuie sur le modèle radiatif-convectif à une dimension de 1967. Le GCM du GFDL sera décrit dans un article, lui aussi célèbre, des mêmes Syukuro Manabe et Richard Wetherald, publié en 1975,,,.
En 2021, Syukuro Manabe est récipiendaire du prix Nobel de physique pour ses travaux de modélisation du climat, notamment les articles de 1967 et 1975 qu'il a cosignés avec Richard Wetherald,,,.